# Désiré Pauwels
Desiderius Clementinus (Désiré) Pauwels (Gent, 22 mei 1861 – Amsterdam, 25 januari 1942) was een Nederlands tenor van Belgische komaf.
Hij was zoon van herbergier Frans/Franciscus Pauwels en Virginia Hebbeling. Hij was getrouwd met de Rotterdamse actrice Sophie van Biene (Amsterdam, 13 januari 1852- aldaar 11 mei 1907). Hun zoon François Pauwels werd bekend advocaat en schrijver. Het echtpaar en kinderen woonde enige tijd aan de Utrechtsestraat 31. Na haar overlijden hertrouwde Désiré Pauwels met Anna Johanna Wilhelmina Caesar. Désiré overleed in het Prinsengrachtziekenhuis en werd bij zijn vrouw begraven op Zorgvlied
Hij kreeg zijn opleiding aan het Gents Conservatorium van E. de Vos en Karel Miry. Bij een zangwedstrijd aldaar in 1881 won hij de eerste prijs in een deelnemersveld van dertig zangers. Een van zijn eerste stappen in zijn loopbaan was zijn toetreden als solist tot liedertafel Les melomanes. Johannes George de Groot staat bekend als zijn ontdekker. In 1887 trad hij toe tot het gezelschap van de Hollandsche Opera in de Parkschouwburg te  Amsterdam, sinds 1894 de Nederlandse Opera van Cornelis van der Linden in de Stadsschouwburg. Hij trad op in de diverse Europese cultuursteden, waaronder in de Koninklijke Muntschouwburg te Brussel. Er volgde nog een korte verbintenis met de Franse Opera in Amsterdam en hij werd rond 1907 directeur van een opera/operettegezelschap van het Rembrandttheater. Vanwege zijn slechte gezondheid miste hij de eerste uitvoeringen van de Gemeentelijke Amsterdamsche Opera.
Hij verdween in de jaren 30 geheel uit beeld (Kruseman vermeldt ambteloos).